# Campionati del mondo di triathlon del 2019 - Tokyo
La  quinta gara della serie staffetta mista dei Campionati mondiali di triathlon del 2019 si è tenuta a Tokyo, Giappone, in data 18 agosto 2019 .

## Risultati
| Pos. | Atleta                                                                      | Paese         | 1 frazione | 2 frazione | 3 frazione | 4 frazione | Totale    |
| ---- | --------------------------------------------------------------------------- | ------------- | ---------- | ---------- | ---------- | ---------- | --------- |
|      | Cassandre Beaugrand Pierre Le Corre Leonie Periault Dorian Coninx           | Francia       | 00:00:22   | 00:21:02   | 00:22:33   | 00:20:46   | 01:26:33" |
|      | Jessica Learmonth Gordon Benson Georgia Taylor-Brown Alex Yee               | Regno Unito   | 00:21:50   | 00:21:09   | 00:22:48   | 00:20:46   | 01:26:33" |
|      | Summer Rappaport Seth Rider Tamara Gorman Ben Kanute                        | Stati Uniti   | 00:22:13   | 00:21:02   | 00:22:37   | 00:21:17   | 01:27:09" |
| 4    | Annamaria Mazzetti Gianluca Pozzatti Alice Betto Alessandro Fabian          | Italia        | 00:22:28   | 00:20:49   | 00:22:57   | 00:21:21   | 01:27:35" |
| 5    | Emma Jeffcoat Matthew Hauser Ashleigh Gentle Ryan Fisher                    | Australia     | 00:22:47   | 00:20:45   | 00:23:02   | 00:21:06   | 01:27:40" |
| 6    | Claire Michel Jelle Geens Hanne De Vet Marten Van Riel                      | Belgio        | 00:22:23   | 00:20:51   | 00:23:57   | 00:21:05   | 01:28:16" |
| 7    | Ainsley Thorpe Tayler Reid Sophie Corbidge Ryan Sissons                     | Nuova Zelanda | 00:22:58   | 00:20:43   | 00:23:17   | 00:21:21   | 01:28:19" |
| 8    | Simone Ackermann Henri Schoeman Gillian Sanders Richard Murray              | Sudafrica     | 00:23:00   | 00:20:29   | 00:24:30   | 00:20:50   | 01:28:49" |
| 9    | Zsanett Bragmayer Márk Dévay Margit Vanek Bence Bicsák                      | Ungheria      | 00:22:53   | 00:20:44   | 00:24:18   | 00:21:01   | 01:28:56" |
| 10   | Laura Lindemann Valentin Wernz Nina Eim Jonas Schomburg                     | Germania      | 00:22:12   | 00:21:59   | 00:23:56   | 00:20:54   | 01:29:01" |
| 11   | Yuko Takahashi Kenji Nener Juri Ide Jumpei Furuya                           | Giappone      | 00:22:38   | 00:20:47   | 00:24:05   | 00:21:36   | 01:29:06" |
| 12   | Luisa Baptista Kauê Willy Vittoria Lopes Manoel Messias                     | Brasile       | 00:22:29   | 00:21:23   | 00:23:54   | 00:22:01   | 01:29:47" |
| 13   | Maya Kingma Marco Van Der Stel Rachel Klamer Jorik Van Egdom                | Paesi Bassi   | 00:23:19   | 00:21:52   | 00:23:22   | 00:21:38   | 01:30:11" |
| 14   | Alissa Konig Sylvain Fridelance Jolanda Annen Lars Holenweger               | Svizzera      | 00:23:08   | 00:21:22   | 00:23:26   | 00:22:27   | 01:30:23" |
| 15   | Claudia Rivas Crisanto Grajales Jessica Romero Tinoco Irving Perez          | Messico       | 00:22:59   | 00:21:31   | 00:24:19   | 00:21:47   | 01:30:36" |
| 16   | Amelie Kretz Matthew Sharpe Desirae Ridenour Alexis Lepage                  | Canada        | 00:23:37   | 00:21:12   | 00:23:59   | 00:22:08   | 01:30:56" |
| 17   | Miriam Casillas García Genis Grau Tamara Gomez Garrido David Castro Fajardo | Spagna        | 00:22:57   | 00:21:33   | 00:24:14   | 00:24:40   | 01:33:24" |